# Mysens kommun
Mysens kommun (norska: Mysen kommune) var en kommun i Østfold fylke i sydöstra Norge. Kommunen omfattade de centrala delarna av tätorten Mysen, i nuvarande Indre Østfolds kommun, som samtidigt utgjorde kommunens centralort.

## Administrativ historik
Mysens kommun upprättades den 1 juli 1920 genom utbrytning ur Eidsbergs kommun. Kommunen hade 1 545 invånare vid upprättandet.
Den 1 januari 1961 gick kommunen åter upp i Eidsbergs kommun. Kommunens hade då 2 523 invånare.
Området utgör sedan den 1 januari 2020 en del av Indre Østfolds kommun.